# Belagerung von Lissabon (1384)
Die zweite Belagerung von Lissabon (8. April 1384 bis 3. September 1384) war ein entscheidendes Ereignis der Portugiesischen Revolution von 1383, die mit dem Sieg der Portugiesen endete und den Weg ebnete für den endgültigen Sieg der Portugiesen über die Kastilier in Aljubarrota.

## Vorgeschichte
Im Laufe der Ferdinandinischen Kriege sah der verstorbene König Ferdinand I. gezwungen, seine Tochter Beatrix mit dem damaligen Thronerben von Kastilien Johann I. zu vermählen. Als Ferdinand I 1383 starb, erhob Johann I. Anspruch auf den portugiesischen Thron auf der Grundlage dieser Heirat. Da Ferdinand I. keinen ehelichen Sohn hatte, besaß der Anspruch deshalb eine solide, legale Grundlage. Portugal wollte aber keinesfalls unter der Herrschaft Kastiliens stehen, und rebellierte daraufhin offen mit einem erfolgreichen Volksaufstand gegen Johann I. und seine Truppen.
Aus diesem Grund marschierte daraufhin Johann I. mit seinen Truppen und seiner Flotte nach Lissabon, um die Stadt einzunehmen und so seinen Anspruch geltend zu machen. Dort angekommen begannen die Kastilier am 8. April 1384 auf der Grundlage dieses Planes, Lissabon einzukreisen und zu belagern.

## Belagerung
Die 38 Tore der Lissaboner Stadtmauer wurden ab diesem Tag von den Portugiesen hermetisch abgeriegelt und die 77 Wachtürme wurden alle mit kriegsbereiten Truppen besetzt. Seit dem Zweiten Ferdinandinischen Krieg wurde die Mauer gestärkt, angetrieben durch die Tatsache, dass die Kastilier in dem damaligen Krieg bereits Lissabon belagert hatten. Da die Portugiesische Flotte seit der Schlacht von der Isla Saltés bedeutungslos geworden war, konnte sie gegen die Belagerung vom Meer aus nichts ausrichten.
Die Kastilier versuchten von diesem Tag an bis Anfang August fast täglich die Stadtmauer zu überwinden, doch diese erwies sich aufgrund dieser Verbesserungen als sehr wehrhaft. Außerdem waren die Portugiesen fest entschlossen zu kämpfen. Der größte Feind der Lissaboner wurde so mit der Zeit während der Belagerung nicht mehr Kastilien, sondern der Hunger, der sich langsam innerhalb der Stadtmauern breit machte. Die Situation wurde immer dramatischer. Zwar konnte eine aus Porto kommende portugiesische Armada, am 18. August für kurze Zeit die Umzingelung Lissabons durchbrechen, weil die kastilische Flotte für eine Weile unvorsichtig wurde, und so die Stadt mit ein paar wenigen Lebensmitteln versorgen, doch die Kastilier konnten auf die neue Situation reagieren, die Belagerung Lissabons wieder aufnehmen, die Flotte vernichten und sogar drei der portugiesischen Kriegsschiffe kapern. Zusätzlich drohte mehr und mehr die Stadt in die Hände von Kastilien zu fallen, weil nach und nach alle Vororte der Stadt fielen.
Ab dem 22. August wurden aber die Eroberungsangriffe der Kastilier auf einem Schlag weit geringer. Der Grund war die Pest, die sich unter den kastilischen Soldaten heftig ausbreitete und auch die Flotte traf. Durch die Epidemie starben sehr viele kastilische Soldaten und auch die Flotte wurde dezimiert. Dabei sollen sogar die Hälfte der Kastiler wegen der Krankheit umgekommen sein. Diese Krankheit dagegen traf die Bürger von Lissabon nicht. Die Armee und die Flotte waren daher in eine Situation, die vergleichbar war mit einer Falle. Sie konnten sich unter diesen Umständen nicht zurückziehen, weil so das ganze Vorhaben scheitern würde, da alle aufgegebenen Vororte sich den Rebellen dann anschließen würden. Daher sahen sie sich in dieser ungünstigen Situation gezwungen, trotz ihrer so hohen Verluste weiterzumachen.
So kam es, dass eine Intervention des Feldherren Nuno Álvares Pereira, der mit frischen Truppen aus dem Alentejo kam, in der Lage war, die Belagerung der Hauptstadt am 3. September 1384 schließlich aufzuheben. Da in der Zwischenzeit die Ehefrau Johanns I auch anfing an der Pest zu leiden, beschloss Johann I daraufhin, unter diesen Umständen, die Belagerung endgültig aufzuheben. Die kastilischen Belagerungstruppen, oder das was von ihnen übrig geblieben war, flohen daraufhin in Richtung Norden. Viele hohe Adlige Kastiliens starben bei der Belagerung, darunter auch der Oberbefehlshaber der kastilischen Flotte Fernando Sánchez de Tovar.

## Konsequenzen
Die Aufhebung der Belagerung gab den Portugiesen die Gelegenheit, sich auf eine zweite Invasion im nächsten Jahr besser vorzubereiten. Johann von Avis wurde währenddessen zum König ausgerufen, was die Position der Portugiesen im Kampf stärkte. Zusätzlich konnten die Engländer durch die Dezimierung der Flotte Kastiliens von nun an problemlos Truppen nach Portugal schicken, um die Portugiesen in ihrem Kampf zu unterstützen.
Das strategische Genie von Nuno Álvares Pereira und die von England geschickten Truppen ermöglichten ihn im darauffolgenden Jahr die Kastilier, die mit französischen Truppen aufgestockt wurde, in Aljubarrota zu schlagen. So konnte Portugal seine Unabhängigkeit gegenüber Kastilien bewahren, England Frankreich stoppen und damit auch die erste Phase des Hundertjährigen Krieges beendet werden.

## Bibliografie
- López de Ayala, Pero; Zurita, Jerónimo; Eugenio de, Llaguno y Amírola; (1780). Crónicas de los reyes de Castilla Don Pedro, Don Enrique II, Don Juan I y Don Enrique III. Tomo II. Madrid: Imprenta de Don Antonio de Sancha. OCLC 457585252. (spanisch).
- MCMURDO, EDWARD (1888) „The history of Portugal“  Volume 2. (englisch).
- Schäfer, Heinrich (1839). Geschichte von Portugal. Band 2.
- Suárez Fernández, Luis (1994). Juan I de Trastámara (1379-1390). Volumen VIII de la Colección Corona de España: Serie Reyes de Castilla y León (1ª edición). Palencia: Diputación Provincial de Palencia y Editorial La Olmeda S. L. ISBN 978-84-8173-012-8. (spanisch).